# Tobago
Tobago, ou raramente Tabago, é a segunda maior ilha da nação de Trindade e Tobago, e está situada a nordeste da ilha principal, Trindade, entre o mar das Caraíbas e o oceano Atlântico.
Tobago tem uma área de 300 km², e aproximadamente 42 km de comprimento por 10 de largura. As suas coordenadas geográficas são de 11ºN de latitude e 60ºW de longitude. A população é de cerca de 50 000 habitantes. A cidade principal é Scarborough, com cerca de 25 000 habitantes.
Distintamente de Trindade, cuja população é multiétnica (nativos, crioulos, índios, paquistaneses e africanos), a população de Tobago é maioritariamente de origem africana, embora nos últimos anos tenha aumentado o número de residentes estrangeiros de origens alemã e escandinava. Cerca de 25 000 pessoas residem na capital, Scarborough. O clima é tropical.

## História
O Reino Unido tomou-a aos Países Baixos, anexação reconhecida no tratado de Amiens de 1802.